# Chloraspilates bicoloraria
Chloraspilates bicoloraria är en fjärilsart som beskrevs av Alpheus Spring Packard 1876. Chloraspilates bicoloraria ingår i släktet Chloraspilates och familjen mätare. Inga underarter finns listade i Catalogue of Life.